# Luftwaffenhelfer

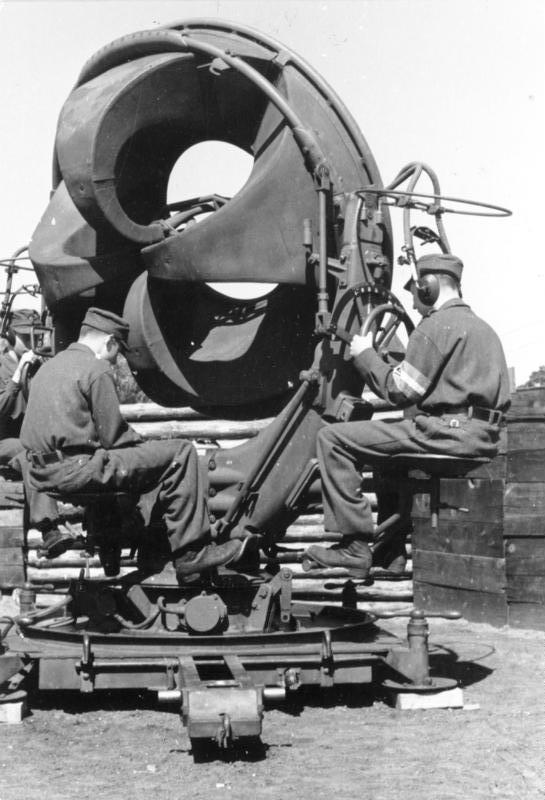
Un jeune Flakhelfer utilisant un localisateur acoustique, début de 1943.

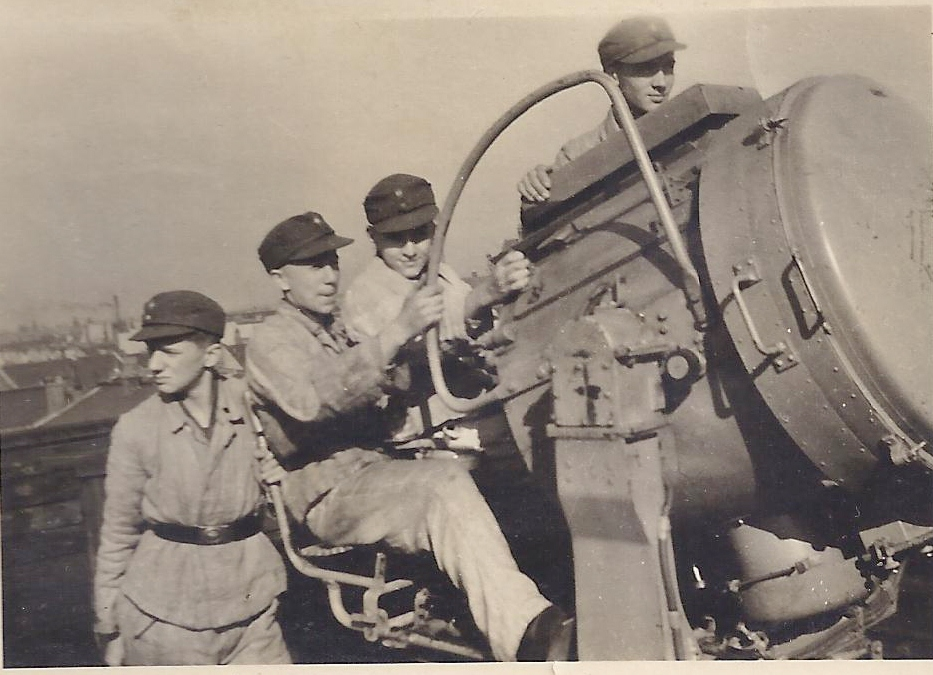
Des Luftwaffenhelfer (né en 1927) manipulant un projecteur anti-aérien, Berlin, 1943

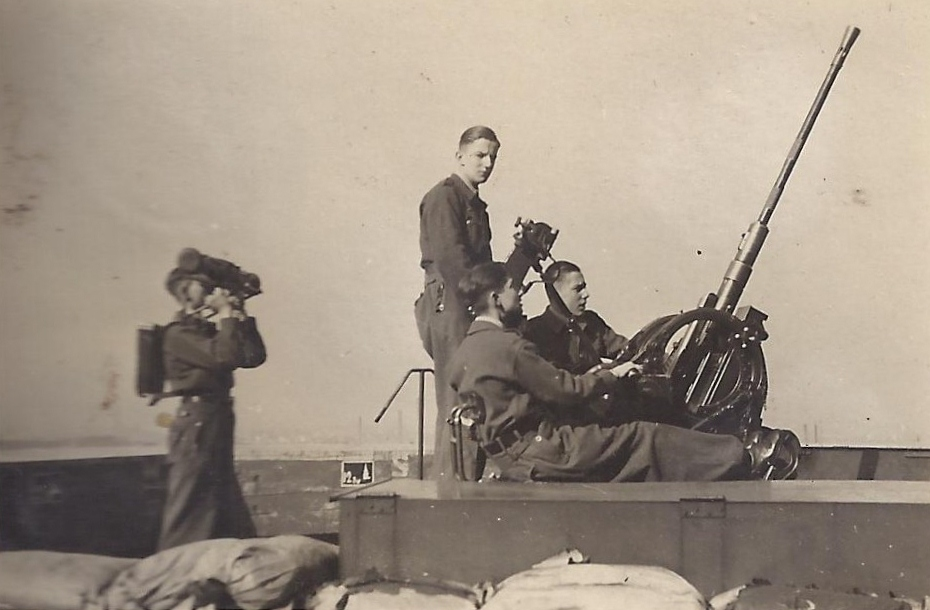
Canon antiaérien de 2 cm utilisé par des Flakhelfer (né en 1927) sur la Flakturm III - Humboldthain, Berlin, 1943

Un Luftwaffenhelfer, aussi communément appelé Flakhelfer, est un membre du personnel auxiliaire de la Luftwaffe durant la Seconde Guerre mondiale. Cela désigne implicitement[pas clair] les jeunes enrôlés comme enfants soldats.

## Établissement
Signifiant littéralement « assistants des forces aériennes », les Luftwaffenhelfer ont été créés le 22 janvier 1943, à la suite de la mise en œuvre du décret Kriegshilfseinsatz der Jugend bei der Luftwaffe (« Service d'Assistance pour la jeunesse dans l'Armée de l'air »). Le décret ordonne la mise en place d'un corps rassemblant les jeunes hommes nés entre 1926 et 1927 dans un corps militaire, supervisé par  les jeunesses hitlériennes et le personnel de la Luftwaffe. Le projet est ensuite étendu pour inclure les hommes nés en 1928 et 1929.
L'entrainement inclut de l'endoctrinement idéologique par les jeunesses hitlériennes, un apprentissage militaire et une poursuite limitée de l'enseignement classique, souvent par d'anciens enseignants.
Alors que le terme officiel est Luftwaffenhelfer (HJ), le terme le plus couramment utilisé est « Flakhelfer » (féminin : Flakhelferin) (assistant-Flak). Les personnes nées entre 1926 et 1929  sont communément appelées « Génération-Flakhelfer ». Dans la culture allemande, cette expression est associée à l'expérience collective et particulièrement dure d'être arraché de la vie classique d'adolescent, à cause de la guerre totale, et d'être envoyé dans un service militaire strict et extrêmement dangereux ; à la fin de la guerre, les batteries antiaériennes sont devenues les cibles préférées des avions Alliés.
En août 1944, quelque 660 000 hommes et 450 000 femmes servent dans la Luftwaffe comme « auxiliaires de défense antiaérienne ». Beaucoup de femmes proviennent du Bund Deutscher Mädel (BDM), bien quel doivent s'engager officiellement dans la Wehrmacht, car il était interdit pour les membres du BDM de réaliser des tâches militaires. En 1945, des « Flakhelferinnen » et d'autres femmes auxiliaires ont été formés et autorisés à porter des armes pour se défendre.

## En Lettonie
En avril 1944, les Allemands ont réquisitionné 7 000 garçons lettons, âgés de 14 à 16 ans, et 400 filles, afin de servir d’auxiliaires de défense antiaérienne. Cependant, l’auto administration lettone refuse et consent seulement à recruter des jeunes sur base du volontariat. Comme la situation sur le Front de l'Est se dégrade, en juillet, l'auto-administration donne son accord pour réquisitionner les garçons nés en 1927 et 1928. Du 28 juillet au 9 septembre, 4 139 garçons ont été enrôlés, dont 525 volontaires.